# Scinax elaeochrous
Scinax elaeochrous es una especie de anfibio de la familia Hylidae.
Habita en Colombia, Panamá, Costa Rica y Nicaragua, en las tierras bajas del Caribe desde Nicaragua hasta el oeste de Panamá y en las tierras bajas del Pacífico desde Costa Rica hasta el noroeste de Colombia.
Sus hábitats naturales incluyen bosques, montanos secos, marismas intermitentes de agua dulce y zonas previamente boscosas ahora muy degradadas.
Está amenazada por la destrucción de su hábitat natural.